# Ferdinand Werne
Pour les articles homonymes, voir Werne pour la ville allemande, et Karl Ferdinand Werner pour l'historien allemand.
Ferdinand Werne, né le 3 août 1800 et mort le 2 septembre 1874 à Berlin, est un médecin allemand, connu par la relation qu'il fit de l'expédition de d'Arnaud et Sabatier en 1840-1841 de leur exploration du Nil Blanc.

## Biographie
Après avoir étudié le lycée de Münster, Ferdinand Werne étudie le droit à l'université de Bonn à partir de 1819. En 1820, il devient membre du Corps Guestphalia Bonn.
Le mérite de l'exploration du Nil blanc revient pour une grande part à Méhémet Ali, le vice-roi d’Égypte, qui ordonna l'exploration du fleuve. Trois expéditions eurent lieu (1839-1842), toutes dirigées par Selim Bimbachi, un officier de la marine turque.
Au premier voyage en remontant la rivière (17 novembre 1839 - 26 mars 1840), 400 hommes sur 12 canonnières et 15 barges portant des provisions, parvinrent le point le plus au sud par 6° 35' de latitude nord.
La plus importante est la deuxième (1840). la partie scientifique était dirigée par d'Arnaud et Sabatier qui malheureusement ne publièrent pas leurs papiers. Aussi présent fut l'agent consulaire français à Khartoum, Georges Thibaut. L'expédition ne nous est connue en forme de livre que par la relation de l'allemand Ferdinand Werne qui y participa comme passager indépendant sur ses propres frais. Elle parvint à Gondokoro par 4°42' de latitude nord, révélant du coup 1 000 km du cours du Nil. Non seulement l'on s'était beaucoup rapproché du but, mais on avait franchi la région des grands marécages qui avait depuis les légions de Néron, semble-t-il, et en tout cas jusqu'alors arrêté tous les explorateurs.

## Annexe
Il est cité par Jules Verne dans son roman Cinq Semaines en ballon :
« Les diverses expéditions qui remontèrent le Nil ne purent jamais parvenir aux sources mystérieuses de ce fleuve. D’après la relation du médecin allemand Ferdinand Werne, l’expédition tentée en 1840, sous les auspices de Mehemet-Ali, s’arrêta à Gondokoro, entre les 4e et 5e parallèles nord. »
— Jules Verne, Cinq Semaines en ballon, chapitre 4